# Kota Yanagisawa
Kota Yanagisawa (født 8. april 1982) er en tidligere japansk fodboldspiller.
Han har spillet for flere forskellige klubber i sin karriere, herunder Thespa Kusatsu.